# Escaryus latzeli
Escaryus latzeli är en mångfotingart som först beskrevs av Sseliwanoff 1881.  Escaryus latzeli ingår i släktet Escaryus och familjen småjordkrypare. Inga underarter finns listade i Catalogue of Life.